# Nova
Una nova es un evento astronómico cataclísmico que causa la aparición súbita de una aparente "nueva" estrella y que se debilita lentamente en el transcurso de varias semanas o meses. Las causas que provocan la aparición de una nova son variadas, dependiendo de las circunstancias de las dos estrellas progenitoras. En todas las novas observadas hay involucrada una enana blanca en un sistema binario cercano. Los principales subtipos de novas son las novas clásicas, las novas recurrentes y las novas enanas. Todas están consideradas estrellas variables de tipo cataclísmico.

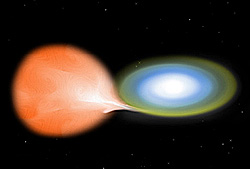
Formación de una nova.

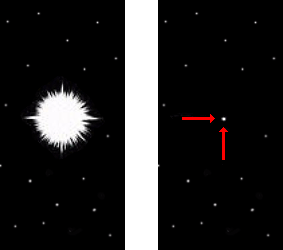
Estrella antes y después de una nova.

En un sistema binario cercano, formado por una enana blanca y una estrella, se produce transferencia (acreción) de masa de la compañera a la enana. El material acretado, compuesto principalmente por hidrógeno y helio, es compactado en la superficie de la enana blanca debido a la intensa fuerza gravitatoria en la superficie de esta. A medida que se va acumulando más material, se calienta cada vez más, hasta alcanzar la temperatura crítica para la ignición de la fusión nuclear. Entonces se transforman rápidamente grandes cantidades de hidrógeno y helio en elementos más pesados, en un proceso análogo al que ocurre en el núcleo de las estrellas de secuencia principal, aunque en estos casos se trata de procesos estables que duran largos periodos de tiempo; en las novas, en cambio, es un evento violento.
La enorme cantidad de energía liberada por este proceso produce un destello de radiación electromagnética muy brillante, pero de corta duración. Este destello, que se produce en escalas de tiempo de días, dio origen al nombre nova, que en latín significa «nueva»: al ocurrir una nova, los astrónomos antiguos veían la aparición de una nueva estrella en el cielo nocturno. El término fue usado por primera vez por el astrónomo Tycho Brahe al observar no una nova sino una supernova, pero no fue hasta tiempo después cuando se reconocieron las diferencias entre las supernovas y las novas, intrínsecamente mucho menos energéticas.
Una enana blanca puede generar múltiples eventos de nova, mientras siga habiendo masa disponible en la estrella compañera para la acreción. Progresivamente la estrella donante puede ver agotado su material, o la enana blanca puede producir una nova lo suficientemente poderosa como para destruir el sistema por completo. Este último caso es similar al de una supernova tipo Ia. Sin embargo, las supernovas involucran procesos diferentes y energías mucho mayores, del orden de 1044 J, mientras que las explosiones típicas de novas pueden liberar unos 1038 - 1039 J, por lo que no deberían ser confundidas.
A veces las novas pueden ser visibles a simple vista. El caso más reciente es la nova Cygni 1975, que apareció el 29 de agosto de 1975 en la constelación del Cisne, unos 5 grados al norte de Deneb (α Cygni), y alcanzó una magnitud de 2,0, tan brillante como la propia Deneb.
Las novas contribuyen a la nucleosíntesis de algunos elementos que no se producen igual que en los ciclos habituales. En principio, queman de forma explosiva su hidrógeno a través del ciclo CNO pero las mayores energías a la que se producen esos estallidos hacen que el ciclo derive en otra reacción distinta.
Para comparar con el ciclo CNO típico que se produce en una estrella, véase ciclo CNO.
El súbito aumento de energía expulsa la atmósfera al espacio interestelar creando la envoltura que se ve como luz visible durante el acontecimiento de la nova. En siglos pasados se consideraba que se trataba de una nueva estrella. Algunas novas producen  restos de nova de corta duración, que pueden durar varios siglos. Los procesos de las novas recurrentes son los mismos que los de las novas clásicas, salvo que la ignición de la|  fusión puede ser repetitiva porque la estrella compañera puede volver a alimentar la densa atmósfera de la enana blanca.
Las novas se producen con mayor frecuencia en el cielo a lo largo de la trayectoria de la Vía Láctea, especialmente cerca del Centro Galáctico observado en Sagitario; sin embargo, pueden aparecer en cualquier parte del cielo. Se producen con mucha más frecuencia que las supernovas galácticas, con una media de unas diez al año en la Vía Láctea. La mayoría se detectan con telescopios, quizás sólo una cada 12-18 meses alcanza visibilidad a naked-eye. Las novas que alcanzan la primera o segunda magnitud se producen sólo varias veces por siglo. La última nova brillante fue V1369 Centauri que alcanzó la magnitud 3,3 el 14 de diciembre de 2013.

## Etimología
Durante el siglo XVI, el astrónomo Tycho Brahe observó de cerca la supernova SN 1572 en la constelación Cassiopeia. La describió en su libro De nova stella (latín para "sobre la nueva estrella"), dando lugar a la adopción del nombre nova. En esta obra argumentaba que un objeto cercano debía verse en movimiento con respecto a las estrellas fijas, y que la nova tenía que estar muy lejos. Aunque este evento era una supernova y no una nova, los términos se consideraron intercambiables hasta la década de 1930 Después de esto, las novas se clasificaron como novas clásicas para distinguirlas de las supernovas, ya que se pensaba que sus causas y energías eran diferentes, basándose únicamente en las pruebas observacionales.
Aunque el término stella nova significa estrella nueva, las novas suelen producirse como resultado de enanas blancas, que son restos de estrellas extremadamente viejas.

## Evolución estelar de las novas

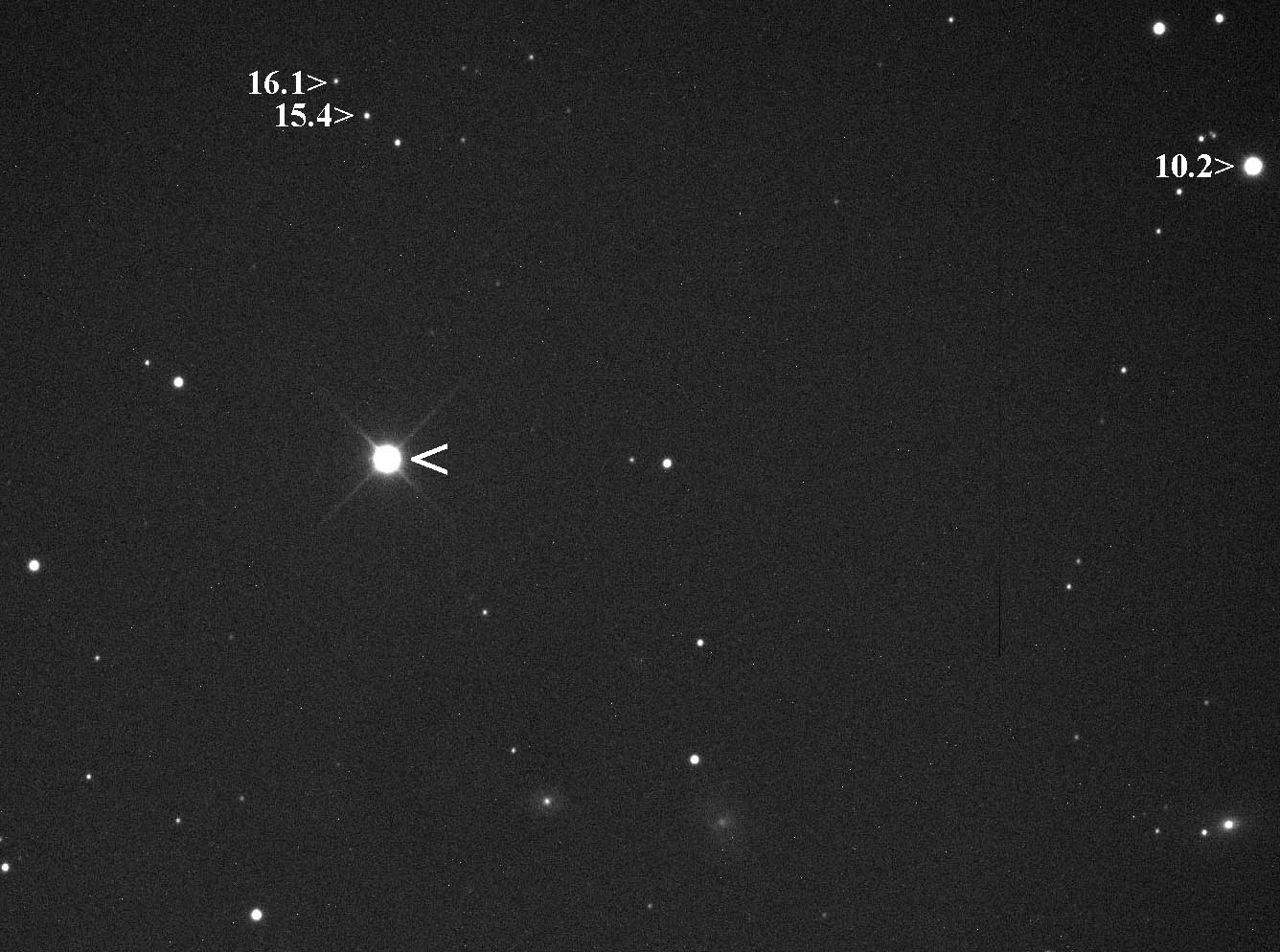
Nova Eridani 2009 (magnitud aparente ~8,4)

La evolución estelar de las novas potenciales comienza con dos estrellas de secuencia principal en un sistema binario. Una de las dos se convierte en una gigante roja, dejando su núcleo remanente de enana blanca en órbita con la estrella restante. La segunda estrella, que puede ser una estrella de secuencia principal o una gigante envejecida, comienza a desprender su envoltura sobre su compañera enana blanca cuando desborda su lóbulo de Roche. Como resultado, la enana blanca captura constantemente materia de la atmósfera exterior de la compañera en un disco de acreción y, a su vez, la materia acrecionada cae en la atmósfera. Como la enana blanca está formada por materia degenerada, el hidrógeno acrecionado no se infla, pero su temperatura aumenta. La fusión galopante se produce cuando la temperatura de esta capa atmosférica alcanza ~20 millones de K, iniciándose la combustión nuclear, a través del ciclo CNO.
La fusión de hidrógeno puede producirse de forma estable en la superficie de la enana blanca para un estrecho rango de velocidades de acreción, dando lugar a una fuente de rayos X superblanda, pero para la mayoría de los parámetros de los sistemas binarios, la combustión de hidrógeno es inestable térmicamente y convierte rápidamente una gran cantidad del hidrógeno en otros elementos químicos más pesados en una reacción runaway, liberando una enorme cantidad de energía. Esto expulsa los gases restantes de la superficie de la enana blanca y produce un estallido de luz extremadamente brillante.
El aumento del brillo máximo puede ser muy rápido o gradual. Esto está relacionado con la clase de velocidad de la nova; sin embargo, después del pico, el brillo disminuye de forma constante. El tiempo que tarda una nova en decaer unas 2 o 3 magnitudes desde el brillo óptico máximo se utiliza para la clasificación, a través de su clase de velocidad. Las novas rápidas suelen tardar menos de 25 días en decaer 2 magnitudes, mientras que las lentas tardan más de 80 días.
A pesar de su violencia, normalmente la cantidad de material expulsado en las novas es sólo de alrededor de 1⁄10.000 de una masa solar, bastante pequeña en relación con la masa de la enana blanca. Además, sólo el cinco por ciento de la masa acumulada se fusiona durante el estallido. No obstante, esta energía es suficiente para acelerar los eyectas de las novas a velocidades de varios miles de kilómetros por segundo -mayores en las novas rápidas que en las lentas- con un aumento simultáneo de la luminosidad de unas pocas veces la solar a 50.000-100.000 veces la solar. En 2010 los científicos que utilizan el Telescopio espacial de rayos gamma Fermi de la NASA descubrieron que una nova también puede emitir rayos gamma (>100 MeV).
Potencialmente, una enana blanca puede generar múltiples novas a lo largo del tiempo a medida que el hidrógeno adicional de su estrella compañera se va acumulando en su superficie. Un ejemplo es RS Ophiuchi, de la que se sabe que ha estallado siete veces (en 1898, 1933, 1958, 1967, 1985, 2006 y 2021). Con el tiempo, la enana blanca podría explotar como una supernova de tipo Ia si se acerca al límite de Chandrasekhar.
Ocasionalmente, las novas son lo suficientemente brillantes y cercanas a la Tierra como para ser visibles a simple vista. El ejemplo reciente más brillante fue Nova Cygni 1975. Esta nova apareció el 29 de agosto de 1975, en la constelación Cygnus a unos cinco grados al norte de Deneb, y alcanzó magnitud 2,0 (casi tan brillante como Deneb). Las más recientes fueron V1280 Scorpii, que alcanzó una magnitud 3,7 el 17 de febrero de 2007, y Nova Delphini 2013. Nova Centauri 2013 fue descubierta el 2 de diciembre de 2013 y, hasta el momento, es la nova más brillante de este milenio, alcanzando la magnitud 3,3.

## Tasa de ocurrencia e importancia astrofísica
Los astrónomos estiman que la Vía Láctea experimenta aproximadamente de 30 a 60 novas al año, pero un examen reciente ha encontrado la tasa mejorada probable de alrededor de 50±27. El número de novas descubiertas en la Vía Láctea cada año es mucho menor, unas 10. probablemente debido a que las novas distantes quedan oscurecidas por la absorción de gas y polvo. Cada año se descubren en la Galaxia de Andrómeda unas 25 novas más brillantes que la vigésima magnitud y se ven números menores en otras galaxias cercanas. A partir de 2019, se registran 407 novas probables en la Vía Láctea.
La observación Espectroscópica de las nebulosas de eyecta de nova ha demostrado que están enriquecidas en elementos como helio, carbono, nitrógeno, oxígeno, neón y magnesio. La contribución de las novas al medio interestelar no es grande; las novas aportan a la Galaxia sólo 1⁄50 tanto material como las supernovas, y sólo 1⁄200 tanto como las estrellas gigantes rojas y supergigantes. Las explosiones clásicas de novas son productoras galácticas del elemento litio.
Las novas recurrentes observadas como RS Ophiuchi (aquellas con periodos del orden de décadas) son raras. Los astrónomos teorizan, sin embargo, que la mayoría, si no todas, las novas son recurrentes, aunque en escalas de tiempo que van de 1000 a 100 000 años. El intervalo de recurrencia de una nova depende menos de la tasa de acreción de la enana blanca que de su masa; con su poderosa gravedad, las enanas blancas masivas requieren menos acreción para alimentar una erupción que las de menor masa. En consecuencia, el intervalo es más corto para las enanas blancas de gran masa.
V Sagittae es inusual en el sentido de que ahora podemos predecir que se convertirá en nova aproximadamente en 2083, más o menos unos 11 años.

### Subtipos
Las novas se clasifican según la velocidad de desarrollo de la curva de luz, así en 
- NA: novas rápidas, con un rápido aumento del brillo, seguido de un descenso del brillo de 3 magnitudes -hasta aproximadamente 1⁄16 de brillo- en 100 días.[23]
- NB: novas lentas, con magnitudes de 3, decaen en 150 días o más.
- NC: novas muy lentas, también conocidas como  nova simbióticae, que permanecen al máximo de luz durante una década o más y luego se desvanecen muy lentamente.
- NR/RN': novas recurrentes, se han observado novas con dos o más erupciones separadas por 10-80 años.[24]

## Novas detectadas desde elsigloXX
La lista completa permanentemente actualizada es administrada por el Central Bureau for Astronomical Telegrams de la Unión Astronómica Internacional.
| Año  | Nova                | Brillo máximo |
| 1891 | T Aurigae           | 3,8 mag       |
| 1898 | V1059 Sagittarii    | 4,5 mag       |
| 1899 | V606 Aquilae        | 5,5 mag       |
| 1901 | GK Persei           | 0,2 mag       |
| 1903 | Nova Geminorum 1903 | 4,8 mag       |
| 1905 | Nova Aquilae 1905   | 7,3 mag       |
| 1910 | Nova Lacertae 1910  | 4,6 mag       |
| 1912 | Nova Geminorum 1912 | 3,5 mag       |
| 1918 | V603 Aquilae        | -1,4 mag      |
| 1919 | Nova Lyrae 1919     | 6,5 mag       |
| 1919 | Nova Ophiuchi 1919  | 7,4 mag       |
| 1920 | Nova Cygni 1920     | 2,0 mag       |
| 1925 | RR Pictoris         | 1,2 mag       |
| 1934 | DQ Herculis         | 1,4 mag       |
| 1936 | CP Lacertae         | 2,1 mag       |
| 1939 | BT Monocerotis      | 4,5 mag       |
| 1942 | CP Puppis           | 0,3 mag       |
| 1943 | Nova Aquilae 1943   | 6,1 mag       |
| 1950 | DK Lacertae         | 5,0 mag       |
| 1960 | V446 Herculis       | 2,8 mag       |
| 1963 | V533 Herculis       | 3 mag         |
| 1970 | FH Serpentis        | 4,4 mag       |
| 1975 | V1500 Cygni         | 1,7 mag       |
| 1975 | V373 Scuti          | 6 mag         |
| 1976 | NQ Vulpeculae       | 6 mag         |
| 1978 | V1668 Cygni         | 6 mag         |
| 1984 | QU Vulpeculae       | 5,2 mag       |
| 1986 | V842 Centauri       | 4,6 mag       |
| 1991 | V838 Herculis       | 5,0 mag       |
| 1992 | V1974 Cygni         | 4,2 mag       |
| 1999 | V1494 Aquilae       | 4 mag         |
| 1999 | V382 Velorum        | 2,6 mag       |
| 2006 | RS Ophiuchi         | 4,5 mag       |
| 2007 | V1280 Scorpii       | ~3,9 mag ,    |

Novas recurrentes :
- RS Ophiuchi
- T Coronae Borealis
- T Pyxidis